# 로렌스 대학교
로렌스 대학교(Lawrence University)는 미국 위스콘신주 애플턴에 위치한 사립 리버럴 아츠 칼리지, 음악 학교이다. 1847년 설립된 이 학교의 첫 강의는 1849년 12월 12일 이루어졌다. 로렌스 대학교는 혼성교육 기관으로 설립된 미국 내 2번째 칼리지였다. (첫 번째 학교는 뉴욕 센트럴 칼리지이다.)